# 宮入行平
宮入 行平（みやいり ゆきひら、1913年（大正2年）3月17日 - 1977年（昭和52年）11月24日）は、長野県坂城町出身の刀匠、重要無形文化財保持者。本名は、宮入堅一。息子は俳人の宮入聖と刀匠の宮入恵（宮入小左衛門行平）。弟の宮入清宗、甥の宮入法廣（重要無形文化財保持者）も刀匠である。

## 人物
戦国武将の村上義清の故郷であり、刀匠の町として知られる坂城町で祖父の代からの鍛冶屋を家業としていた。刀匠を志して、高等小学校卒業後、1937年に上京し、栗原彦三郎昭秀の日本刀鍛錬伝習所に入門(弟弟子に彫刻家金子篤司がいる)し、1940年新作日本刀展で総裁賞を受賞。刀匠名を昭平とする。第二次世界大戦中、伊勢神宮式年遷宮御太刀を制作。1945年に空襲を避け疎開帰郷、戦後はGHQによる作刀禁止期間を経て、1955年日本美術刀剣保存協会の第一回美術審査会で特賞を受賞すると、以後五回連続で入賞した。1963年重要無形文化財保持者(工芸第45号)（いわゆる人間国宝）に認定される。1973年に刀匠名を行平と改めた。鎌倉時代の志津兼氏や、同郷の山浦清麿の作刀を研究した。
弟子に高橋次平、大隅俊平、河内國平、大久保和平、渡邊繁平、藤安将平、上林恒平、川﨑晶平らがいる。
彫刻家平櫛田中に彫刻刀を依頼されて制作することもあった。
2002年、宮入行平の功績を称え、また、刀匠の町坂城の製鉄の歴史を紹介するために、「鉄の展示館」が創設された。

## 関連書籍
- 宮入昭平著『刀匠一代』新人物往来社発行　1971年刊行. NCID BN14236769
- 宮入一門会著『鉄と火と水と―刀工 宮入行平 』銀河書房 (1997年)ISBN 978-4874130155